# Зубун
Зубун је свечана женска хаљина без рукава, од белог домаћег сукна, богато украшен и извезен претежно црвеном, црном, зеленом и плавом вуном, као и белим памучним концем. По ивицама је опточен нашивеном црвеном чохом и мрким вуненим гајтаном и облачио се преко јелека. Носили су га сви широм Балканског полуострва сем муслимана. Може се рећи да зубун обједињује источноазијске и византијско-српске елементе, који у корелацији дају један, за то време, веома значајан одевни предмет.
Зубун представља незаобилазан део традиционалне културе одевања српског народа из периода 19. и прве половине 20. века, који је током миграција на простору Балканског полуострва трпео разне утицаје истока и запада, мењајући донекле свој изглед али не и своју препознатљивост. Зубун је и један од најстаријих одевних елемената на јужнословенском балканском простору (и шире), али, и један од темељних, најважнијих и обавезних одевних предмета у српској народној ношњи, посебно, у структури женског одевног обрасца. Порекло се везује за источњачко одевање, али има претпоставки да је настао и из старих словенских одевних елемената.
Зубун је доминантно женски део одеће, израђен је углавном од домаће вунене тканине, сукна, и претежно је беле боје. Украшен разноврсним орнаментима, при чему је боја украса најчешће црвена, стилизованом геометријском орнаментиком, или цветним мотивима, могао је бити са кићанкама или без њих. У ликовно-естетском смислу један је од најрепрезентативнијих делова српске народне ношње. Зубун се носио и лети и зими и био је незаобилазан део гардеробе како у Србији, тако и у Црној Гори, Словенији, Босни и Херцеговини, Хрватској и Македонији. По начину израде, пре свега, део је женске домаће радиности, али и умећа сеоских и градских мајстора. Најчешћи називи за овај део ношње су зубун, ћурдија, садак.